# Nguyễn Phúc Hồng Nghĩ
Nguyễn Phúc Hồng Nghĩ (hoặc Nghi) (chữ Hán: 阮福洪儗; 5 tháng 8 năm 1839 – 22 tháng 10 năm 1864), tước phong Hương Sơn Quận công (香山郡公), là một hoàng tử con vua Thiệu Trị nhà Nguyễn trong lịch sử Việt Nam.

## Tiểu sử
Hoàng tử Hồng Nghĩ sinh ngày 26 tháng 6 (âm lịch) năm Kỷ Hợi (1839), là con trai thứ 16 của vua Thiệu Trị, mẹ là Tài nhân Võ Thị Duyên. Bà Duyên là con gái của Tiền phong Tri bạ Võ Khanh, người huyện Diên Phước, tỉnh Quảng Nam.
Khi còn là hoàng tử, Hồng Nghĩ là người có học hạnh. Tháng giêng năm Tự Đức thứ 11 (1858), vua anh phong ông làm Hương Sơn Quận công (香山郡公), cùng với hoàng tử Hồng Đĩnh, con trai thứ 23 của Thiệu Trị, làm Kỳ Anh Quận công. Hai hoàng thân khác cũng được phong tước cùng lúc đó, là Miên Bàng làm An Xuyên Quận công và Miên Lịch làm An Thành Quận công.
Ngày 22 tháng 9 (âm lịch) năm Tự Đức thứ 17, Giáp Tý (1864), quận công mất Hồng Nghĩ, hưởng dương 26 tuổi, được ban thụy là Thông Lượng (通諒). Tẩm mộ của ông ngày nay tọa lạc tại phường Thủy Xuân, Huế.
Quận công Hồng Nghĩ được ban cho bộ chữ Đao (刀) để đặt tên cho các con cháu trong phòng, nhưng ông chỉ có hai người con gái mà không có con trai nối dõi.
Năm Tự Đức thứ 20 (1867), ông được đưa vào thờ ở đền Triển Thân. Năm 1885, dưới triều vua Đồng Khánh, ông được hợp thờ ở đền Thân Huân.